# Седова, Тамара Алексеевна
Тамара Алексеевна Седо́ва (1 мая 1930, Ленинград, РСФСР — 24 января 2017, Санкт-Петербург, Российская Федерация) — советский и российский учёный-криминалист, доктор юридических наук, профессор кафедры уголовного процесса и криминалистики Санкт-Петербургского государственного университета.

## Биография
В 1941 году с началом блокады Ленинграда была эвакуирована и вернулась в родной город только в 1947 году.
В 1949 году окончила среднюю школу и связала свою жизнь с юриспруденцией, поступив на юридический факультет ЛГУ.
В 1954 году окончила юридический факультет и была направлена на работу в Ленинградскую научно-исследовательскую криминалистическую лабораторию. В этой лаборатории проработала свыше 8 лет, последовательно пройдя должности лаборанта, старшего лаборанта, младшего научного сотрудника и старшего эксперта.
С 1965 году, завершив обучение в аспирантуре юридического факультета ЛГУ, под научным руководством профессора И. Ф. Крылова защитила кандидатскую диссертацию, посвященную проблемам групповой идентификации в криминалистике. С декабря 1966 года и до конца жизни занималась научно-преподавательской на юридическом факультете университета: ассистент, в дальнейшем с 1972 года — доцент, а с 1990 года — профессор кафедры уголовного процесса и криминалистики ЛГУ (позднее — СПбГУ).
В 1987 году при единогласном решении Ученого совета защитила докторскую диссертацию.

## Научная деятельность
Внесла заметный вклад в разработку различных теоретических проблем криминалистики. Ею опубликованы более 100 научных работ, включая статьи, монографии, главы учебников по криминалистике и уголовному процессу. Многие из опубликованных Т. А. Седовой научных работ актуальны и активно используются в научной, педагогической и практической деятельности. Тамара Алексеевна Седова являлась научным редактором нескольких учебников «Криминалистика».
Выступила научным руководителем при защите 9 диссертаций на соискание ученой степени кандидата юридических наук. Её ученики трудятся в различных государственных органах, преподают в высших учебных заведениях, в том числе в СПбГУ.